# Lac Patamisk
Der Lac Patamisk ist ein See in der Verwaltungsregion Nord-du-Québec der kanadischen Provinz Québec.

## Lage
Der Lac Patamisk liegt westlich des Lac Naococane, südlich des Lac Nichicun sowie nördlich des Lac Wahemen in Zentral-Labrador. Der See liegt im Bereich des Kanadischen Schildes auf 570 m Höhe. 
Der Lac Patamisk ist durch zahlreiche Inseln und Halbinseln gegliedert. Die Seefläche liegt bei 40 km². Der See wird über einen 29 km langen Abfluss nach Südwesten zum Lac Léran entwässert. Dessen Wasser gelangt über den Ruisseau Léran zum Rivière Eastmain. 

## Etymologie
Der Name des Sees leitet sich von der Cree-Bezeichnung für zweijährige Biber ab.